# Diecezja Fano-Fossombrone-Cagli-Pergola
Diecezja Fano-Fossombrone-Cagli-Pergola (łac. Dioecesis Fanensis-Forosemproniensis-Calliensis-Pergulanus) – diecezja Kościoła rzymskokatolickiego w środkowych Włoszech, w metropolii Pesaro, w regionie kościelnym Marche.
Diecezja Fano została erygowana w I wieku. 30 września 1986 została połączona z diecezjami: Cagli e Pergola (erygowana w IV wieku) oraz Fossombrone (erygowana w V wieku).